# North American SuperLiga 2007
De Noord-Amerikaanse Superliga werd in 2007  voor de eerste keer gehouden. De wedstrijden werden van 24 juli tot en met 29 augustus gespeeld in de Verenigde Staten. De acht clubs die meededen werden door de organisatie uitgenodigd; vier Amerikaanse teams uit de Amerikaans/Canadese Major League Soccer en vier uit de Mexicaanse Primera División de México. De acht clubs werden over twee groepen van vier verdeeld. CF Pachuca uit Mexico werd de eerste winnaar nadat het in de finale het Amerikaanse Los Angeles Galaxy na strafschoppen versloeg.

## Stadions
| Stad                     | Stadionnaam                | Aantal zitplaatsen |
| ------------------------ | -------------------------- | ------------------ |
| Frisco (Texas)           | Pizza Hut Park             | 21.193             |
| Carson (Californië)      | Home Depot Center          | 27.000             |
| Washington D.C.          | RFK Stadium                | 56.692             |
| Houston                  | Robertson Stadium          | 32.000             |
| Commerce City (Colorado) | Dick's Sporting Goods Park | 18.500             |
| Bridgeview (Chicago)     | Toyota Park                | 20.000             |
| Los Angeles              | Coliseum                   | 92.500             |

## Groepsfase

### Groep A
| Land                  | Wed | Win | Gel | Ver | DV | DT | +/- | Pnt |
| --------------------- | --- | --- | --- | --- | -- | -- | --- | --- |
| Los Angeles Galaxy    | 3   | 2   | 0   | 1   | 9  | 8  | +1  | 6   |
| CF Pachuca            | 3   | 1   | 1   | 1   | 3  | 3  | 0   | 4   |
| Chivas de Guadalajara | 3   | 1   | 1   | 1   | 3  | 3  | 0   | 4   |
| FC Dallas             | 3   | 0   | 2   | 1   | 7  | 8  | -1  | 2   |

#### Wedstrijden
|                    |             |       |                       |                                                                     |
| 24 juli 2007 21:00 | FC Dallas   | 1 – 1 | Chivas de Guadalajara | Pizza Hut Park, Frisco Toeschouwers: 12.641 Scheidsrechter: Cordero |
| 24 juli 2007 21:00 | Alvarez 56' |       | Olvera 67'            | Pizza Hut Park, Frisco Toeschouwers: 12.641 Scheidsrechter: Cordero |

|                    |                        |       |                  |                                                                           |
| 24 juli 2007 23:00 | Los Angeles Galaxy     | 2 – 1 | CF Pachuca       | The Home Depot Center, Carson Toeschouwers: 19.317 Scheidsrechter: Batres |
| 24 juli 2007 23:00 | Gordon 50' Donovan 81' |       | Márquez-Lugo 78' | The Home Depot Center, Carson Toeschouwers: 19.317 Scheidsrechter: Batres |

|                        |           |         |                    |                                                                        |
| 28 juli 2007 20:00 EDT | FC Dallas | 1 – 1   | CF Pachuca         | Pizza Hut Park, Frisco Toeschouwers: 7.953 Scheidsrechter: Samir Osman |
| 28 juli 2007 20:00 EDT | Ruíz 75'  | Verslag | Giménez 87' (pen.) | Pizza Hut Park, Frisco Toeschouwers: 7.953 Scheidsrechter: Samir Osman |

|                        |                    |         |                         |                                                                                          |
| 28 juli 2007 22:00 EDT | Los Angeles Galaxy | 1 – 2   | Chivas de Guadalajara   | Los Angeles Coliseum, Los Angeles Toeschouwers: 37.337 Scheidsrechter: Courtney Campbell |
| 28 juli 2007 22:00 EDT | Donovan 88'        | Verslag | Rodríguez 59' Bravo 82' | Los Angeles Coliseum, Los Angeles Toeschouwers: 37.337 Scheidsrechter: Courtney Campbell |

|                        |                                                            |         |                                                                   |                                                                         |
| 31 juli 2007 20:00 EDT | FC Dallas                                                  | 5 – 6   | Los Angeles Galaxy                                                | Pizza Hut Park, Frisco Toeschouwers: 21.576 Scheidsrechter: Kevin Stott |
| 31 juli 2007 20:00 EDT | Alvarez 43' Toja 78' Alvarez 82' Ruíz 90+1' Thompson 90+6' | Verslag | Gordon 3' Klein 12' Gordon 15' Harmse 18' Donovan 84' Pavón 90+5' | Pizza Hut Park, Frisco Toeschouwers: 21.576 Scheidsrechter: Kevin Stott |

|                        |                |         |                  | |
| 31 juli 2007 22:00 EDT | CD Guadalajara | 0 – 1   | CF Pachuca       | Dick's Sporting Goods Park, Commerce City Toeschouwers: 14.069 Scheidsrechter: Marco Antonio Rodriguez |
| 31 juli 2007 22:00 EDT |                | Verslag | Márquez Lugo 62' | Dick's Sporting Goods Park, Commerce City Toeschouwers: 14.069 Scheidsrechter: Marco Antonio Rodriguez |

### Groep B
| Land             | Wed | Win | Gel | Ver | DV | DT | +/- | Pnt |
| ---------------- | --- | --- | --- | --- | -- | -- | --- | --- |
| Houston Dynamo   | 3   | 2   | 1   | 0   | 3  | 1  | +2  | 7   |
| D.C. United      | 3   | 1   | 1   | 1   | 2  | 2  | 0   | 4   |
| Club América     | 3   | 1   | 0   | 2   | 3  | 4  | -1  | 3   |
| Monarcas Morelia | 3   | 0   | 2   | 1   | 4  | 5  | -4  | 2   |

#### Wedstrijden
|                        |             |         |                  |                                                                                      |
| 25 juli 2007 20:00 EDT | D.C. United | 1 – 1   | Monarcas Morelia | RFK Stadium, Washington, D.C. Toeschouwers: 13.335 Scheidsrechter: Courtney Campbell |
| 25 juli 2007 20:00 EDT | Gomez 7'    | Verslag | Martínez 79'     | RFK Stadium, Washington, D.C. Toeschouwers: 13.335 Scheidsrechter: Courtney Campbell |

|                        |                |         |              |                                                                               |
| 25 juli 2007 22:00 EDT | Houston Dynamo | 1 – 0   | Club América | Robertson Stadium, Houston Toeschouwers: 18.112 Scheidsrechter: Steven Taylor |
| 25 juli 2007 22:00 EDT | Jaqua 41'      | Verslag |              | Robertson Stadium, Houston Toeschouwers: 18.112 Scheidsrechter: Steven Taylor |

|                        |               |         |              |                                                                                  |
| 29 juli 2007 20:00 EDT | D.C. United   | 1 – 0   | Club América | RFK Stadium, Washington, D.C. Toeschouwers: 18.604 Scheidsrechter: Carlos Batres |
| 29 juli 2007 20:00 EDT | Dyachenko 12' | Verslag |              | RFK Stadium, Washington, D.C. Toeschouwers: 18.604 Scheidsrechter: Carlos Batres |

|                        |                |         |                  |                                                                                |
| 29 juli 2007 22:00 EDT | Houston Dynamo | 1 – 1   | Monarcas Morelia | Robertson Stadium, Houston Toeschouwers: 11.236 Scheidsrechter: Walter Quesada |
| 29 juli 2007 22:00 EDT | Ngwenya 1'     | Verslag | Batista 74'      | Robertson Stadium, Houston Toeschouwers: 11.236 Scheidsrechter: Walter Quesada |

|                           |                |         |             |                                                                                  |
| 1 augustus 2007 20:00 EDT | Houston Dynamo | 1 – 0   | D.C. United | Robertson Stadium, Houston Toeschouwers: 11.013 Scheidsrechter: Baldomero Toledo |
| 1 augustus 2007 20:00 EDT | Ching 50'      | Verslag |             | Robertson Stadium, Houston Toeschouwers: 11.013 Scheidsrechter: Baldomero Toledo |

|                           |                                           |         |                                |                                                                                 |
| 1 augustus 2007 22:00 EDT | Club América                              | 3 – 2   | Monarcas Morelia               | Toyota Park, Bridgeview Toeschouwers: 10.623 Scheidsrechter: Hugo Leon Guajardo |
| 1 augustus 2007 22:00 EDT | Mosqueda 17' Cabañas 56' (pen.) Insúa 85' | Verslag | Romero 54' Choy 67' Landín 73' | Toyota Park, Bridgeview Toeschouwers: 10.623 Scheidsrechter: Hugo Leon Guajardo |

## Halve finales
|                            |                            |                                         |                       |                                                                                 |
| 14 augustus 2007 22:00 EDT | Houston Dynamo             | 2 – 2 (na verlenging) 3 – 4 (penalty's) | CF Pachuca            | Robertson Stadium, Houston Toeschouwers: 21.712 Scheidsrechter: Ricardo Salazar |
| 14 augustus 2007 22:00 EDT | De Rosario 4' Robinson 83' |                                         | Cacho 28' Chitiva 62' | Robertson Stadium, Houston Toeschouwers: 21.712 Scheidsrechter: Ricardo Salazar |

|                            |                         |       |             |                                                                              |
| 15 augustus 2007 22:00 EDT | Los Angeles Galaxy      | 2 – 0 | D.C. United | The Home Depot Center, Carson Toeschouwers: 17.223 Scheidsrechter: Alex Prus |
| 15 augustus 2007 22:00 EDT | Beckham 27' Donovan 47' |       |             | The Home Depot Center, Carson Toeschouwers: 17.223 Scheidsrechter: Alex Prus |

## Finale
|                            |                    |                                         |            |                                                                                  |
| 29 augustus 2007 22:00 EDT | Los Angeles Galaxy | 1 – 1 (na verlenging) 3 – 4 (penalty's) | CF Pachuca | The Home Depot Center, Carson Toeschouwers: 12.500 Scheidsrechter: Carlos Batres |
| 29 augustus 2007 22:00 EDT |                    |                                         |            | The Home Depot Center, Carson Toeschouwers: 12.500 Scheidsrechter: Carlos Batres |

## Topscorers
Spelers met meer dan 3 goals
| speler         | Team        | Goals |
| -------------- | ----------- | ----- |
| Landon Donovan | L.A. Galaxy | 4     |
| Arturo Alvarez | FC Dallas   | 3     |
| Alan Gordon    | L.A. Galaxy | 3     |

2007 · 2008 · 2009 · 2010